# Lotte Horlings
Lotte Horlings (Dommelen, 10 april 1979) is een Nederlandse (stem- en musical)actrice, presentatrice en zangeres.

## Opleiding en werk
Horlings volgde de musicalopleiding aan de Frank Sanders' Academie voor Musicaltheater te Amsterdam en behaalde in 2001 haar diploma. Ze doet reclamefilmpjes en stemmen voor tekenfilms op radio en televisie. Ook speelde ze mee in een aantal musicals en werkt ze als presentatrice (onder meer gast-vj voor TMF Nederland in maart 2007).

## Musicals/theater
- Alladin (2002-2003) als vervanger (alternate) prinses Yasmine
- Eiland (2005)
- Merrily we roll along (2003-2004) als Meg Kincaid en company
- Peter Pan (2001-2002) als understudy voor Wendy, alternate Tijgerlelie/Liza en swing Lost Boys.
- Schreeuwstorm (2007) met Youp van 't Hek
- Omdat de nacht (2010) met Youp van 't Hek

## Stemacteur

### Tekenfilms
- Barbie en de 12 prinsessen – prinses Edeline
- Bende van Vijf (2005-2007) – Karl Miller
- Blue's Clues (2003-2007) – Wekkertje
- Delilah & Julius (2005-2007) - IJs en Zonnestraal
- Horseland (2006-2008) – Pepper
- Mega Babies (2007) - Buck
- My Little Pony - Vriendschap is betoverend - Spitfire
- Pokémon – Pokémon Jager J
- Star Wars: The Bad Batch - Eleni Syndulla

### Films
- Peperbollen - Professor Hauff (seizoen 17, afl. 6)
- Stormwind - 5: In zwaar weer (2021) - agente[1]
- Frambozen met mosterd (2021) - Charlotte

## Computerspellen
- Harry Potter en de Steen der Wijzen (2003) - stemmenwerk
- Harry Potter WK Zwerkbal (2003) - Katja Bell

## Luisterboeken
- Moederhart van Mariëtte Middelbeek (2016)
- De meeste Zoete Zusjes luisterboeken van Hanneke de Zoete

## Discografie

### Albums
| Album met eventuele hitnotering(en) in de Nederlandse Album Top 100 | Datum van verschijnen | Datum van binnenkomst | Hoogste positie | Aantal weken | Opmerkingen                            |
| ------------------------------------------------------------------- | --------------------- | --------------------- | --------------- | ------------ | -------------------------------------- |
| Omdat de nacht                                                      | 04-02-2011            | 12-02-2010            | 27              | 6            | als Youp & Lotte / met Youp van 't Hek |